# Intervención francesa en Tabasco
Se denomina intervención francesa en Tabasco al conjunto de campañas militares que como resultado de la invasión por parte del ejército francés en México, se desarrollaron en el estado de Tabasco entre junio de 1863 y agosto de 1866.

## Antecedentes
La Guerra de Reforma había dejado al país en una situación lamentable y sufría de una de sus peores crisis, y el comercio necesitaba incentivos para normalizarse. Pero no solo el problema económico preocupaba al gobierno mexicano, la publicación de las Leyes de Reforma en la que se señalaba la separación de la iglesia y el estado, la nacionalización de bienes del clero y la derogación de alcabadas, había ocasionado que algunos grupos de conservadores que veían afectados sus intereses y se negaban a admitir la administración del país por los republicanos, buscaron gestionar una alianza con un gobierno extranjero para realizar el retroceso que garantizara sus intereses
El pretexto lo encontraron, cuando por carecer de recursos económicos a causa de la Guerra de Reforma, el presidente Benito Juárez, decreta el 17 de julio de 1861 suspender durante dos años los pagos de la deuda externa mexicana. Los principales acreedores extranjeros eran:
- Reino Unido (70 millones de pesos)
- España (9.5 millones de pesos)
- Francia (2.9 millones de pesos)[2]

Los tres países afectados exigieron al gobierno mexicano la derogación del decreto, y al no conseguirlo, rompieron relaciones diplomáticas con México el 25 de julio de 1861. El 31 de octubre de ese mismo año, los tres países firmaron la "Convención de Londres", en donde se comprometían a enviar fuerzas de mar y tierra suficientes para tomar y ocupar las posiciones en el litoral mexicano, a fin de intervenir las aduanas y percibir los ingresos de ellas como forma de pago.

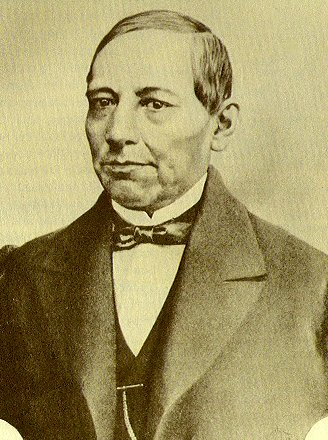
Benito Juárez, líder liberal republicano.

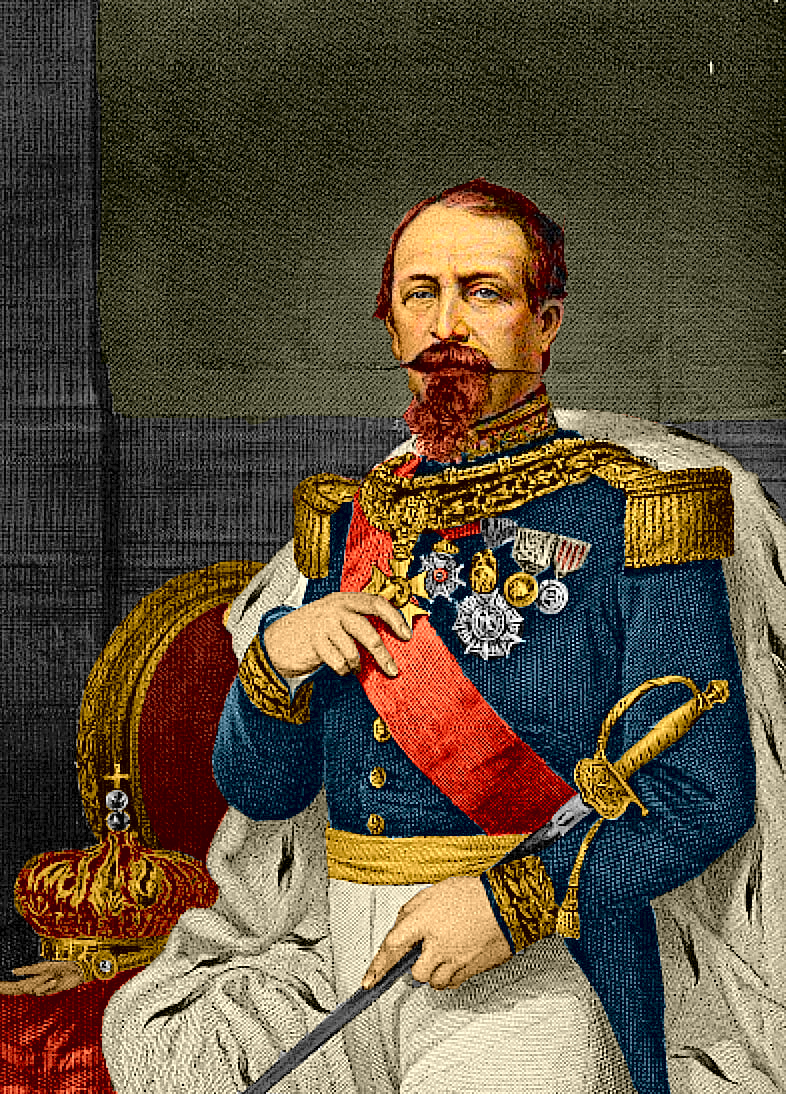
Napoleón III.

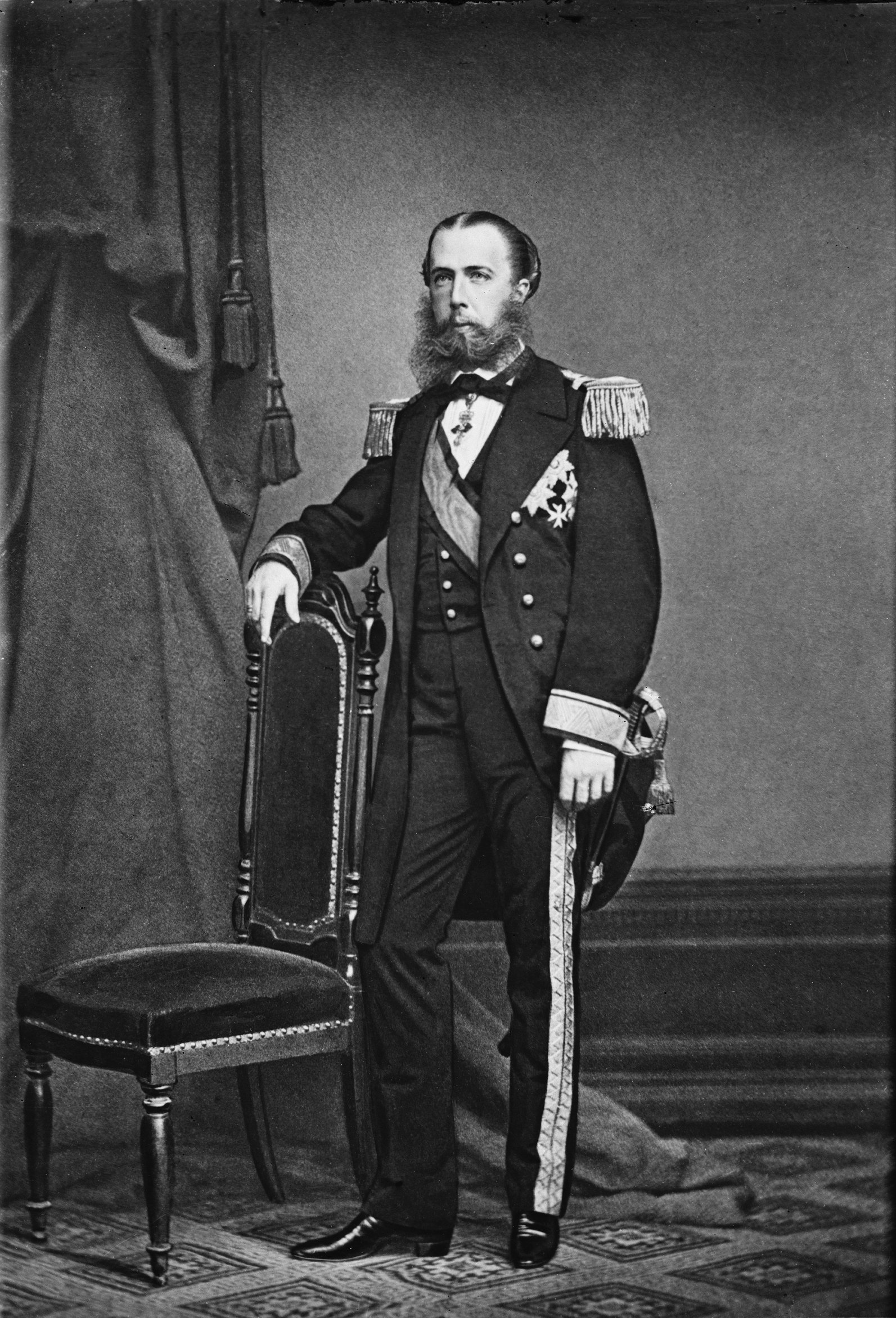
Maximiliano I, Emperador de México.

Aun cuando el gobierno de Juárez en noviembre de 1861, decidió aplazar la aplicación del decreto, con el propósito de eliminar el pretexto de la intervención, el 8 de diciembre de ese mismo año, las fuerzas españolas ocuparon el puerto de Veracruz, el 6 de enero de 1862 llegó la escuadra inglesa, y el 8 de enero, la francesa.
El gobierno mexicano, tratando de evitar la invasión en mayor grado, convino mientras se llevaban a efecto las negociaciones, que las fuerzas extranjeras ocuparan las poblaciones de Orizaba, Córdoba y Tehuacán, por lo malsano del clima en el puerto de Veracruz. Durante las negociaciones, el gobierno mexicano indicó que no se negaba a pagar sus deudas, sino que pedía que se le diera tiempo suficiente para ello, ante eso, en abril de 1862, después de firmar los "Tratados de la Soledad", las tropas inglesas y españolas se retiraron, no así la francesa ya que Napoleón III inspirado por los conservadores mexicanos, pretendía invadir México para instaurar una monarquía y así detener los afanes expansionístas de los Estados Unidos, aprovechando que este país se encontraba en la Guerra Civil o Guerra de Secesión  y también hacer frente a la lucha que se libraba en Europa por el dominio de los mercados coloniales para la obtención de zonas de abastecimiento de materias primas.
Todos estos planes se redondearon con el apoyo de los conservadores mexicanos, quienes aconsejaron al emperador, de la conveniencia para el país, de establecer un gobierno monárquico. De ahí que el 9 de abril de 1862, los franceses iniciaran la guerra en Fortín, Veracruz.
Ante esto, el estado de Tabasco resultó ser un paso estratégico importante, al ser camino obligado a Mérida cuyo camino pasaba por Alvarado, San Juan Bautista y Campeche, además sus vías fluviales servían para penetrar en estados vecinos y a través del mar se tenía contacto con Veracruz, por último, el puerto de Frontera con su intenso movimiento comercial, resultaba un punto codiciado para el invasor que pretendía financiarse a través del embargo de las aduanas marítimas.

## Intervención en Tabasco
Por decreto del 19 de febrero de 1862, se erigió en Estado de la Federación el distrito de Campeche, con lo cual se perdía el territorio de la isla del Carmen y Palizada que pertenecían a Tabasco. La isla del Carmen, fue una de las primeras regiones en unirse a los invasores, el jefe político de ese puerto, apoyado por el comandante del buque francés L'Eclair fue el encargado de invitar al gobernador de Tabasco Victorio Victorino Dueñas de unirse a los intervencionistas y en caso de no hacerlo, lo amenazó con un bloqueo naval. Dueñas respondió que Tabasco respondería en caso de ser invadido y ordenó preparar la defensa. El Congreso del Estado, protestó contra la invasión y reformó la Constitución Política del Estado, a fin de que toda la población pudiera ejercer sus derechos y ser incorporada al servicio militar. Y se decidió dar vigencia al decreto del 30 de noviembre de 1861 que indicaba:

"Se autoriza al ejecutivo a empeñar el crédito del estado, para procurarse los recursos necesarios para la guerra, a disponer de la Guardia Nacional, levantar nuevos cuerpos, y a trasladar su residencia al punto que juzgara conveniente"

La invasión del territorio tabasqueño estaba próxima, el pueblo de Palizada que había sido obligado a pronunciarse a favor de la intervención, reconoció en febrero de 1863 al Supremo Gobierno Constitucional de la Nación y solicitó ayuda al gobierno de Tabasco para hacer frente a los invasores. Enterado de la rebelión el jefe político de la isla del Carmen, Tomás Marín, envió tropas a someterla, ante la imposibilidad de defenderse, los habitantes de Palizada se refugiaron en Jonuta para desde allí hostigar al enemigo. De esta forma, Tomás Marín, da instrucciones a los oficiales Eduardo González Arévalo, Cayetano Escardini, Joaquín del Campo y Guillermo Pampillón, para que apoyados con los buques de guerra La Corina y La Diana sometan la rebelión en Palizada e invadan Jonuta.

## Toma de Jonuta
Ante la inminente invasión, el gobernador de Tabasco Victorio Victorino Dueñas, se apresuró a enviar a Jonuta a Francisco Vidaña al frente del Batallón de Voluntarios de Zaragoza y al capitán Pedro Fabre a situarse en Palizada para repeler el ataque, el cual tuvo lugar en el punto llamado "San Joaquín", desde donde desalojaron a los invasores.
Sin embargo, ya establecidas en Palizada, las tropas francesas reciben más refuerzos e inician el ataque a la población de Jonuta, la cual cae en poder de los intervencionistas el 21 de febrero de 1863, haciendo huir a las autoridades y habitantes quienes se refugian en Tepetitan, iniciando así la invasión de Tabasco.

## Toma del puerto de Frontera
Una vez apoderados de Jonuta, y ante la negativa de las autoridades tabasqueñas de unirse a su causa, los imperialistas franceses, decidieron tomar el puerto de Frontera para bloquear las rutas hacia la capital del estado, establecer un puente de comunicación entre Veracruz, Frontera y Campeche, así como para intervenir la aduana y hacerse de recursos necesarios para sostener la lucha armada.
De esta forma, el 15 de febrero de 1863, se tuvo la noticia de la exploración de sondeo de la barra de Frontera del buque de guerra El Darién, cuyo objetivo era conocer la profundidad de la barra a fin de enviar buques capaces de remontar el río Grijalva y llegar a la capital del estado.
El gobernador Dueñas, ordenó proteger San Juan Bautista, pero ante la falta de elementos de defensa, tuvo que dejar abandonada Frontera, ante lo cual, las autoridades del puerto, ante la imposibilidad de contar con el auxilio necesario, acordaron levantar un acta en la que apoyaban al Gobierno Constitucional, pero que por carecer de medios de defensa, protestaban contra la invasión y tratarían de impedir que los franceses pisaran su suelo, en caso de no lograrlo, se someterían.
Así, el 15 de marzo de 1863, los franceses, apoyados por los buques de guerra, tomaron el puerto de Frontera, desde donde iniciaron un bloqueo naval y comenzaron a planear su avance a la capital del estado San Juan Bautista.

## Toma de San Juan Bautista, (hoy Villahermosa)
El 18 de junio de 1863, el ejército francés a cuyo mando iba Eduardo González Arévalo, amaneció ante la capital del estado San Juan Bautista, iniciando un fuerte bombardeo y desembarcando con 150 hombres. Se estableció una línea de defensa desde la plazuela de "Ruiz" hasta el arroyo "El Jícaro", el bombardeo fue tan intenso que obligó al repliegue de los defensores hacia las afueras de la ciudad. Ante esto, el enemigo pudo ocupar la capital del estado haciendo huir a las autoridades tabasqueñas, Gregorio Méndez Magaña y Andrés Sánchez Magallanes se refugian en la Chontalpa, mientras que el gobernador del estado Victorio Victorino Dueñas y demás autoridades se trasladan a la Sierra nombrando a la villa de Tacotalpa capital provisional de Tabasco.
Al día siguiente, 19 de junio de 1863 las fuerzas invasoras tomaban posesión de San Juan Bautista, y Eduardo González Arévalo se declaraba gobernador y comandante militar de Tabasco, cargo que desempeñaría hasta el 20 de enero de 1864 en que es destituido.
El gobernador Victorio V. Dueñas, convocó a una junta en la que expuso la difícil situación por la que atravesaban las fuerzas tabasqueñas, que al enterárse que el 10 de junio el ejército invasor había entrado en la Ciudad de México, cayó en el desánimo y comenzó a sufrir deserciones. Por lo anterior, el gobernador Dueñas hizo entrega del gobierno a Felipe J. Serra y partió a solicitar apoyo a los estados de Chiapas y Oaxaca, quienes no pudieron ayudarlo, regresando al estado con las manos vacías, retirándose a su finca privada.
El avance francés se mostraba incontenible, por esas fechas un grupo de pro-imperialistas chiapanecos ansiosos de recuperar el partido de Pichucalco (que en ese entonces pertenecía a Tabasco) solicitaron apoyo a Arévalo para derrocar a las tropas republicanas tabasqueñas jefaturadas por Miguel Utrilla que defendían dicho partido. Arévalo envió una columna de 150 hombres que salió de Teapa. El 24 de julio se libró la batalla siendo rechazadas las fuerzas invasoras. Sin embargo, Arévalo organiza una nueva expedición para someter a Chiapas y recuperar Pichucalco, esta vez, los defensores de la plaza tienen que abandonarla y Pichucalco queda nuevamente unido a Tabasco.
Mientras tanto, Gonzáles Arévalo nombró un Consejo de Gobierno, que se encargaría de establecer la nueva división territorial. Dicho consejo, tomó posesión el 16 de septiembre de 1863.

## La lucha libertadora en Tabasco

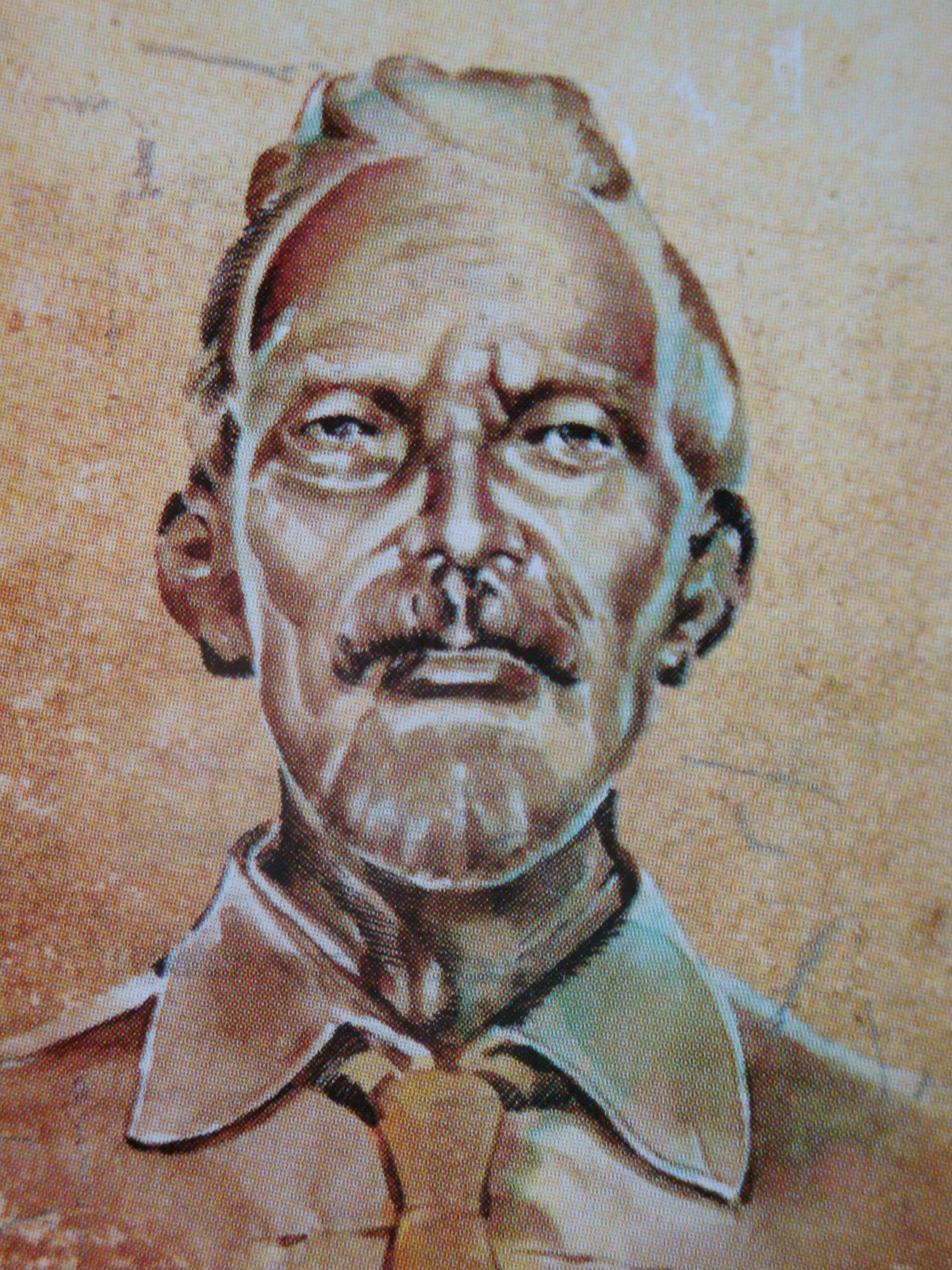
Coronel Andrés Sánchez Magallanes, el primer tabasqueño que se alzó en armas contra los franceses.

Gonzáles Arévalo convirtió a Tabasco en su feudo y se dedicó a enriquecerse, a las imposiciones y quitas de dinero, violaciones, asesinatos y las incautaciones de propiedades, siguieron las requisiciones de todo tipo, los invasores disponían de todo sin pagar nada, apoderándose de cuanto encontraban a su paso, se desató la rapiña y la inseguridad, reinaba el imperio del terror y no el de las leyes. El descontento comenzó a ser evidente, por todos los rumbos del estado se escuchaban las voces que impulsaban a levantarse contra los invasores, y el brote ofensivo se esperaba en cualquier momento.

## Alzamiento de Andrés Sánchez Magallanes
Fue en la Chontalpa en donde surgió el primer grito de insurrección. El 7 de octubre de 1863 en Cárdenas se dio a conocer el acta levantada el día anterior llamando al "desconocimiento del gobierno invasor y convocando a todas las villas y pueblos del estado a luchar contra la intervención", porque es «muy necesario y muy preciso defender el territorio nacional, libertad e independencia que nos legaron los inmortales Hidalgo y Morelos en la proclamación y protesta que hicieron en el año de 1810». En el acta se desconocía a Arévalo y a las demás autoridades de él emanadas; se alentaba a los pobladores de Huimanguillo así como al de Cárdenas y Otra Banda del Grijalva, «para que se únan a nosotros y nos ayuden a sacudir las cadenas de los opresores» y recorran los pueblos de Comalcalco, Jalpa, Nacajuca y Cunduacán, para que reconozcan el sistema constitucional tal como es en realidad. Firmaba el acta, Andrés Sánchez Magallanes, distinguido liberal, quien secretamente había estado reuniendo los elementos necesarios para el enfrentamiento. También, había sostenido reuniones para reclutar personas que quisieran unirse a su causa, organizándolas y formando un contingente con adeptos en los municipios de Cárdenas, Huimanguillo y Cunduacán. Así, al grito de ¡¡Viva la República, mueran los colorados!!, Sánchez Magallanes inició la lucha libertadora en Tabasco.

## Alzamiento de Gregorio Méndez Magaña

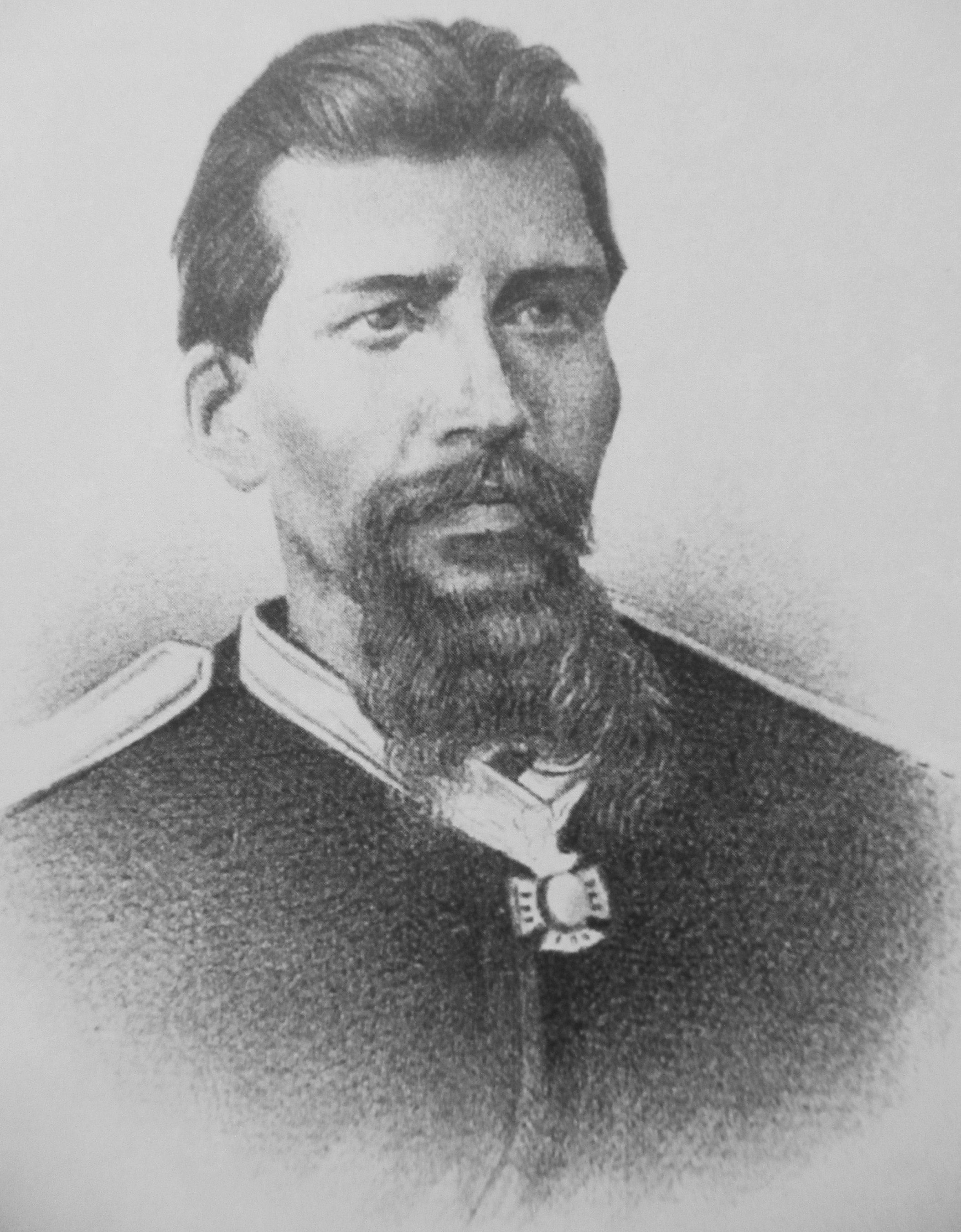
Coronel Gregorio Méndez Magaña, jefe del ejército liberal tabaqueño.

Al día siguiente, 8 de octubre, el grito llegó desde Comalcalco, encabezó la protesta Gregorio Méndez Magaña, quien había participado con el gobernador Victorio V. Dueñas en la defensa de San Juan Bautista, y que se convertiría en el alma de la insurrección tabasqueña.
Méndez comienza su lucha contra el ejército invasor siendo auxiliado entonces por los comalcalquenses Regino Hernández, Mamerto González, Bernabé Fuentes y Crescencio Rosaldo. Sin embargo los liberales tabasqueños son derrotados el día 9 en Comalcalco.
El alzamiento se conoció en la capital San Juan Bautista de donde Arévalo envió tropas a Cunduacán al mando del prefecto político del lugar, para reprimir la sublevación. De ahí, pasaron a Comalcalco, lugar en donde el día antes se habían enfrentado las fuerzas republicanas tabasqueñas con los invasores. Tomados por sorpresa, Méndez y sus hombres fueron derrotados y obligados a retirarse hacia la costa de Paraíso.
Arévalo le dio gran importancia a su victoria, pensando que con ello la rebelión se extinguiría, y hasta puso precio a las cabezas de los principales insurrectos. Mientras tanto la gente de Gregorio Méndez se unía con las de Sánches Magallanes en las márgenes del río Santa Ana. Días después, Andrés Sánchez Magallanes convoca a una reunión a los liberales tabasqueños, en la que le entrega el mando general de las fuerzas a don Gregorio Méndez, el 16, se le unen contingentes de Huimanguillo, Comalcalco y de la banda derecha del Mezcalapa: poco más de doscientos hombres, y contando con unos 350 hombres y ya organizados de la mejor manera, marchan contra las posiciones del invasor.

## Alzamiento de Lino Merino
No solo en la Chontalpa hubo brotes de rebeldía, en la región de La Sierra, el coronel Lino Merino Marcín desde Tacotalpa se alzó en armas contra la ocupación extranjera, lo mismo hicieron en Teapa los hermanos José María y Eduardo Bastar Zozaya. Desde Pichucalco (que en ese entonces pertenecía a Tabasco) se unió al movimiento José Inés Cruz, Eusebio Castillo y Felipe Ortiz, quienes reconocieron a Gregorio Méndez como cabeza del movimiento y estaban reclutando y organizando fuerzas para unirse al ejército republicano tabasqueño.

## Toma de Comalcalco
Ya mejor organizados, Gregorio Méndez y sus hombres se dirigieron a Comalcalco el 20 de octubre, donde entraron sin hacer ni un solo disparo, siendo recibidos con muestras de entusiasmo por la población. El jefe de la fuerza invasora Manuel Romanco, huyó a la capital del estado en donde informó lo sucedido.
Instalado en Comalcalco, Méndez reorganizó su ejército y reclutó voluntarios de los alrededores para engrosar sus filas.
El 24 se integraron personas de Paraíso, Comalcalco y de San Juan Bautista. Méndez procede, después, a organizar sus fuerzas: «Todas las secciones reza la orden general del 24 al 25 de octubre de 1863 se conservarán en sus respectivos cuarteles en la mejor disposición de ataque, y a nadie se le permitirá separarse de ella desde la oración de la noche, lo que se recomienda con especialidad a los señores oficiales». Ocupa cuatro días del 25 al 28 en disciplinar al máximo a sus tropas que, ya para entonces, ascendían a 350 hombres modestísimamente pertrechados: «Aunque carecía yo de los elementos materiales necesarios a abrir la campaña sobre el enemigo, temerosos de que la insurrección enervase la energía de mis nacionales, resolví tomar la iniciativa, encomendándolo todo al patriotismo.»

"La amplia plaza de Comalcalco sirve para formar la tropa, y los que tenían rudimentarios conocimientos guerreros aprovecharon los días 23 al 28 para impartir disciplina a esta gente, que muchas de ella no hablaban castellano, había indígenas de Huimanguillo, mayas de Comalcalco, zoques de Cunduacán, chontales de Jalpa, tropa mal vestida y peor calzada que iba en aumento, pero con mucho patriotismo, ascendiendo a trecientos cincuenta hombres..."
Gregorio Méndez 28 de octubre de 1863 por la tarde

## Asalto a Jalpa
Gregorio Méndez, marchó hacia Jalpa con el ánimo de apoderarse de cuarenta fusiles y demás pertrechos de artillería que existían allí en depósito. El ataque repentino, sorprendió a la guardia del ejército invasor que custodiaba la plaza. Con la sorpresa de su parte, el ejército liberal tabasqueño logró apoderarse de los pertrechos de guerra.

## Toma de Cunduacán
El 29 de octubre, marcharon a Cunduacán, posición estratégica e importante, llave de la Chontalpa y que dista a solo 8 leguas de la capital del estado San Juan Bautista. Zona rica en cacao, cereales y ganado, su ocupación privaría a la capital de abundantes recursos para su abastecimiento, además de ser un punto ventajoso para atacarla.
Cunduacán fue ocupado pacíficamente y muchos de los habitantes ayudaron al movimiento mientras otros se unieron a la lucha, entre ellos estaba Manuel Sánchez Mármol, quien se convirtió en el secretario de Gregorio Méndez. Al llegar a la capital San Juan Bautista las noticias de la toma de Cunduacán, Arévalo no tuvo más remedio que alistar a su ejército e ir al encuentro de los liberales tabasqueños. Méndez dispone hacerle frente en un lugar en las afueras de Cunduacán, denominado El Jahuactal, un lugar que por su espesa vegetación, permitiría a los hombres de Méndez rodear y sorprender al enemigo sin ser vistos.

## Batalla de El Jahuactal

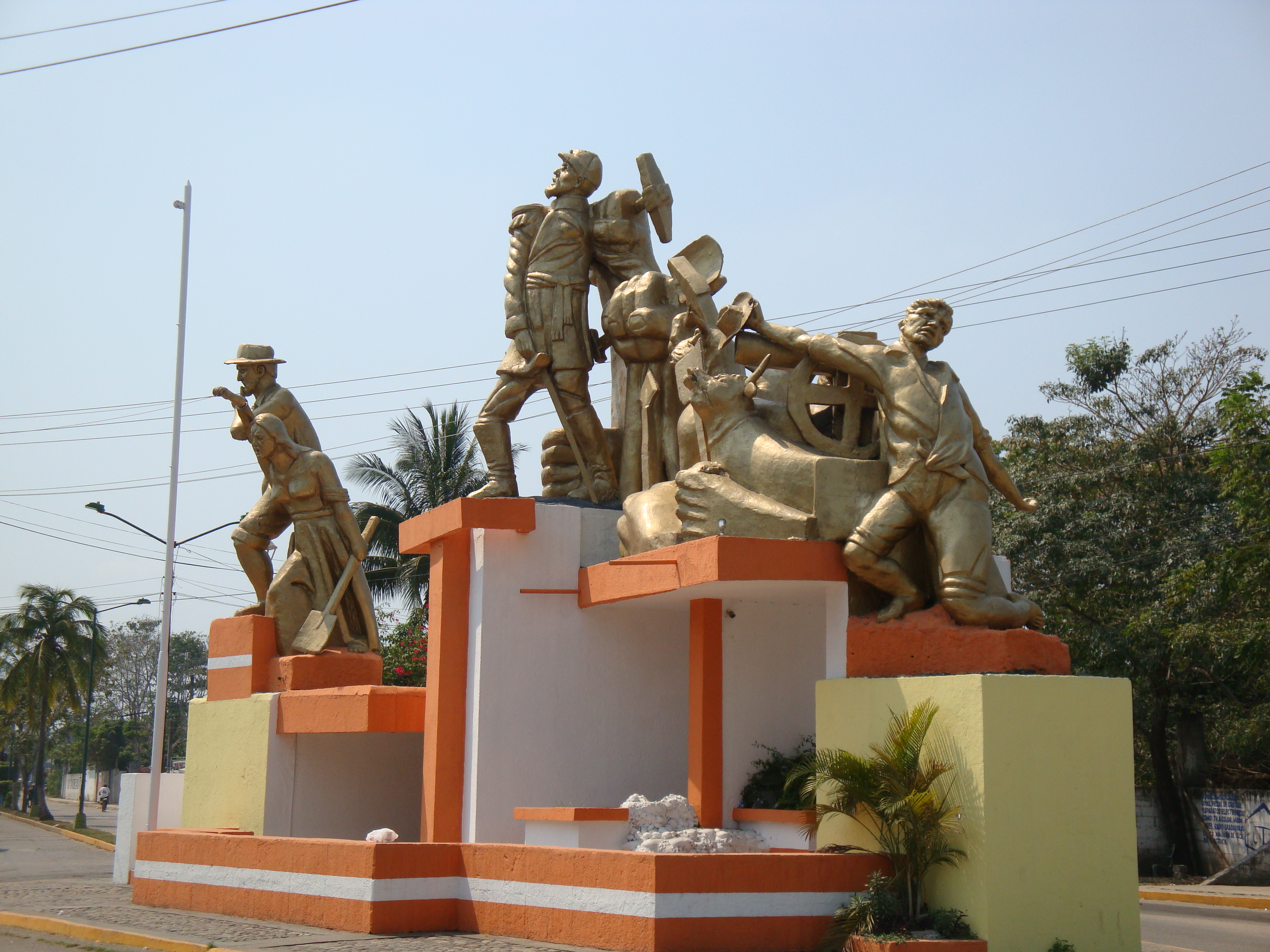
Monumento conmemorativo a la victoria en la Batalla del Jahuactal, en Cunduacán.

Gregorio Méndez organizó a su tropa con la finalidad de caerle por sorpresa a los invasores, la vegetación del lugar, impedía que sus hombres fueran vistos por el enemigo. Las tropas fueron dispuestas para cubrir una línea de medio kilómetro.
Alrededor de las 7 de la mañana del 1 de noviembre de 1863 inicia el combate con una emboscada al ejército invasor. En el desarrollo del combate, destaca la actuación del huimanguillense Jacinto López, quien le roba un cañón a los invasores, y cañonea las líneas enemigas, que presas del pánico, emprenden la retirada. A las 11 de la mañana se levantó el campo de batalla con el triunfo de las fuerzas liberales tabasqueñas.
La primera y definitiva batalla, la Batalla de El Jahuactal, había sido ganada por las armas republicanas tabasqueñas. Con las armas cobradas como botín de guerra y la confianza que da siempre el triunfo se templó y consolidó el contingente de Gregorio Méndez: la prudencia y audacia del valeroso jefe, aunadas a su sentido de la organización hicieron el resto.
El 5 de noviembre de 1863, la sección de Pichucalco compuesta por 100 hombres, proveniente de la región de La Sierra, llegó a Cárdenas y con ellos el vicegobernador Felipe J. Serra a quien se le reconoció el cargo de gobernador del estado. 

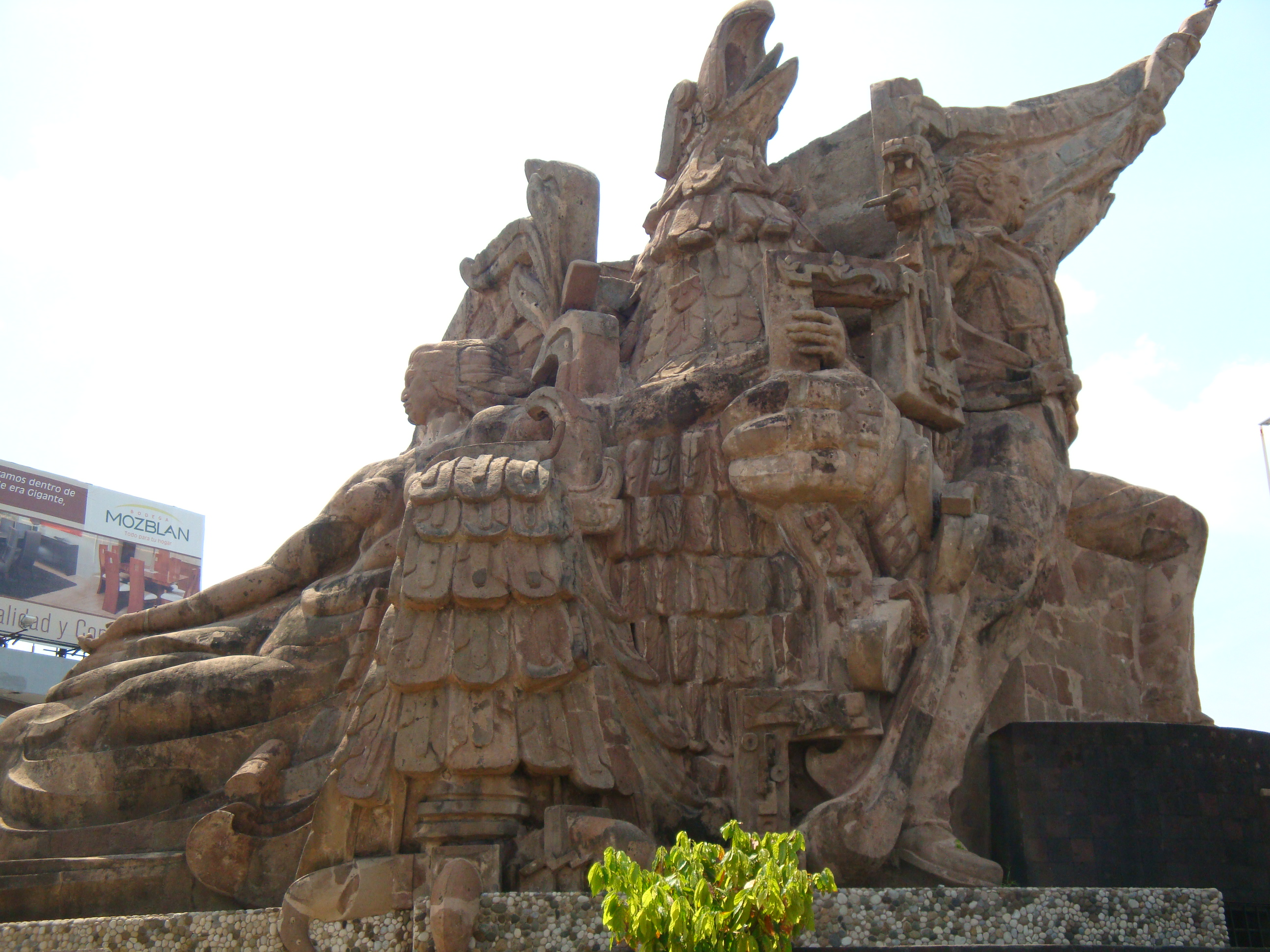
Monumento en honor al Coronel Andrés Sánchez Magallanes, en Villahermosa.

"Mil cien hombres tenía ya Méndez en pie de guerra, alimentados con pozol, tortilla y chile y si acaso carne de alguna res obsequiada por finqueros como ofrenda para la causa de la patria. ¿Era este un ejército en realidad? El hombre anónimo, descalzo, muchos de ellos sin hablar castellano, era sin embargo el auténtico combatiente, el auténtico patriota..."

 Nos recordaban a los indígenas zacapoaxtlas que habían vencido al ejército francés el mejor del mundo en esa época en la Batalla del 5 de Mayo, en Puebla.

## Toma de San Juan Bautista, hoy Villahermosa
Después de esta derrota, las fuerzas invasoras francesas, se refugiaron en San Juan Bautista. Gregorio Méndez destinó varios días para organizar y fortalecer su tropa, recibiendo además las adhesiones de Pedro Fuentes y Narciso Sáenz.
El ejército republicano tabasqueño inició así, el sitio de San Juan Bautista el 2 de diciembre de 1863. El preludio para el asalto final comenzó con el hostigamiento a la capital. Para tal efecto, se enviaron 30 hombres a la ribera izquierda del tinto al mando de Juan Morales. En la hacienda San Juan Buenavista (hoy Saloya), se ubicó Narciso Sáenz. La sección "Zaragoza" que comandaba Lino Merino se situó en Pueblo Nuevo de las Raíces. Para cerrar el cerco, Pedro Fuentes se apoderó de Mazaltepec, desde donde incursionó a Atasta. A finales de 1863, el cerco se había completado.
Mientras tanto, en la capital, era patente la escasez de víveres, por lo que a través del río Grijalva único contacto con el exterior, surcaron las canoas hacia Frontera para traer alimentos para la población. Arévalo ordenó evacuar comercios y casas de la calle Real (hoy Av. 27 de Febrero) para ahí instalar tropas y artillería y hacer frente a las tropas de Gregorio Méndez.
El asalto final a la capital, inició el 13 de enero de 1864, y según se fue cercando más al enemigo, se sucedieron diversas batallas y escaramuzas, en combates cuerpo a cuerpo, a punta de bayoneta, machetes, cuchillos, se luchó calle por calle, en lo que se conoce como la Toma de San Juan Bautista.
El 18 de enero llegó a San Juan Bautista al general Manuel Díaz de la Vega nombrado Gobernador por la Regencia Imperial en sustitución de Arévalo, el territorio dominado por los franceses comprendía ya solo a unas manzanas de casas junto al río Grijalva, los cuarteles Casa Fuerte y Almacén Real y el Palacio de Gobierno llamado El Principal, y tenían comunicación con el exterior por medio de sus barcos. Díaz de la Vega pidió la rendición de los republicanos ofreciéndoles garantías y compensaciones. Al negarse las fuerzas tabasqueñas, se trabó una fuerte batalla. Las fuerzas republicanas poco a poco fueron ganando terreno hasta plantarse en el centro de la capital.
Los invasores franceses se replegaron y atrincheraron en el Almacén Real y en el cuartel llamado "El Principal", mientras los liberales iniciaban el sitio de la fortaleza el 11 de febrero de 1864.

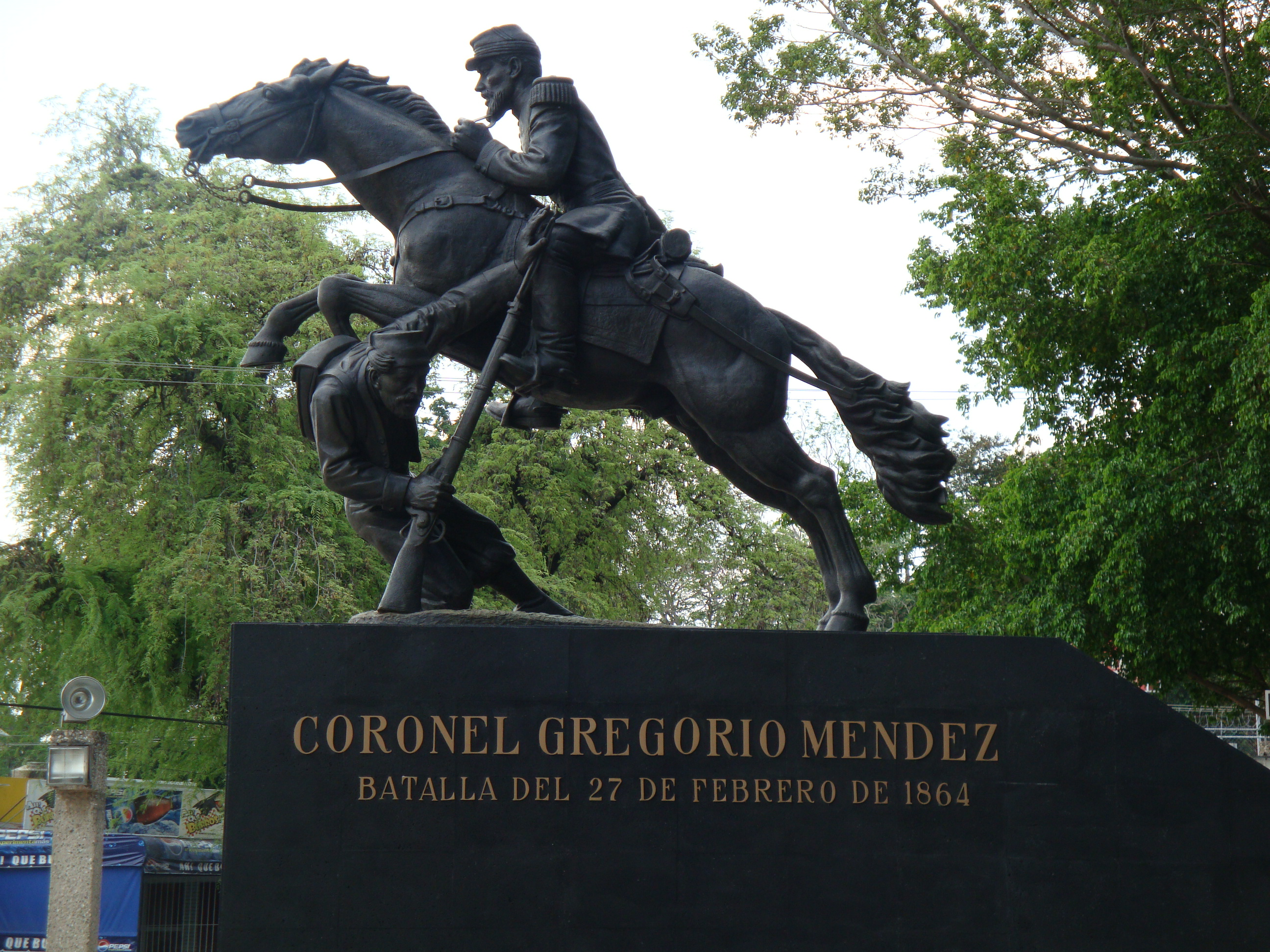
Monumento en honor al Coronel Gregorio Méndez y a la victoria en la Toma de San Juan Bautista, en Villahermosa, Tabasco.

Se estuvo combatiendo hasta el 25 de febrero, en que se comenzó a cañonear la "Casa Fuerte" y "El Principal", y el 27 de febrero, al rayar el alba, los invasores franceses emprendieron la retirada abandonándo la capital del estado, siendo esta fecha gloriosa para las armas nacionales. Los imperiealistas huyeron por el Grijalva a refugiarse a Jonuta no sin antes lanzar en venganza, un fuerte bombardeo desde sus buques de guerra, reduciendo a escombros gran parte de la ciudad.
El mismo día 27 de febrero, el coronel Gregorio Méndez lanzó un manifiesto expresando su reconocimiento a la valentía demostrada por los tabasqueños que habían derrotado tras un asedio de 43 días, a un enemigo superior en armamento y hombres.
Desde el momento en que los imperialistas fueron expulsados de la capital, la situación parecía mantenerse estable. Gregorio Méndez se encontraba al frente del gobierno cuando se tuvo noticia de que el 28 de febrero de 1865 el Ejército Republicano de Oriente, a cuya cabeza se encontraba don Porfirio Díaz, había caído en poder de los imperialistas. La reacción de los tabasqueños fue inmediata: unidos a los ejércitos de Veracruz, Chiapas y Oaxaca reorganizaron el Ejército de Oriente, se aprestaron a combatir a los intrusos.

## Los franceses se refugian en Jonuta y Frontera
Si bien la desocupación de San Juan Bautista fue definitiva, no fue la última acción armada librada en Tabasco, dado que los franceses se refugiaron en la villa de Jonuta y el puerto de Frontera, desde donde continuaron controlando la aduana marítima que instalaron en el buque "El Conservador", en tanto que el resto de sus buques sirvieron para hostigar al comercio y habitantes de la capital.
Los ataques franceses se incrementaron, por lo que Tabasco fue declarado en estado de sitio. A fin de organizar la defensa de la región, el estado fue dividido en tres secciones militares: la línea de la Chontalpa con sede en Comalcalco bajo la dirección de Pedro Méndez, la línea de la Chontalpa 2 con sede en Cunduacán al mando de Andrés Sánchez Magallanes, y la línea de la Sierra, con sede en Tacotalpa, encabezada por Lino Merino. En abril de 1865, los franceses en sus buques lograron llegar hasta la mitad del camino entre Frontera y San Juan Bautista, pero retrocedieron ante la resistencia presentada en ambas orillas del Grijalva. El año transcurrió entre escaramuzas.
A principios de 1866 Gregorio Méndez recibió noticias de que Minatitlán había caído en poder de los franceses, por lo que reunió una fuerza de 200 hombres con lo que marchó a auxiliar a la línea de Sotavento. A su regreso Méndez comenzó a organizar el ataque final para expulsar de Tabasco a los invasores que aún ocupaban Frontera y Jonuta, pero para lograrlo, tenía que expulsarlos también de la isla del Carmen y de Campeche.

## Sitio de Jonuta
Tras ser desalojados de la capital del Estado, los imperialistas se refugiaron en la villa de Jonuta, la cual mantenían ocupada desde octubre de 1863, por lo que el 13 de abril de 1866 el coronel Gregorio Méndez se concentra en Tepetitán con el fin de preparar un ataque sorpresa a la villa de Jonuta, y el 15 de abril de ese año, inicia el ataque a la villa. Al día siguiente, las fuerzas de Gregorio Méndez son reforzadas por el ejército del coronel Celestino Brito.
Dos días después, el 17 de abril, se rinden los imperialistas dejando como botín de guerra 3 cañones, 14 cajas de parque, 150 fusiles y 1 bandera. Sin embargo, el 4 de mayo la villa de Jonuta es tomada nuevamente por los imperialistas franceses, quienes hacen retroceder a los republicanos tabasqueños Por lo que el sitio a la villa continúa por varios meses más.

## Expulsión definitiva de los franceses

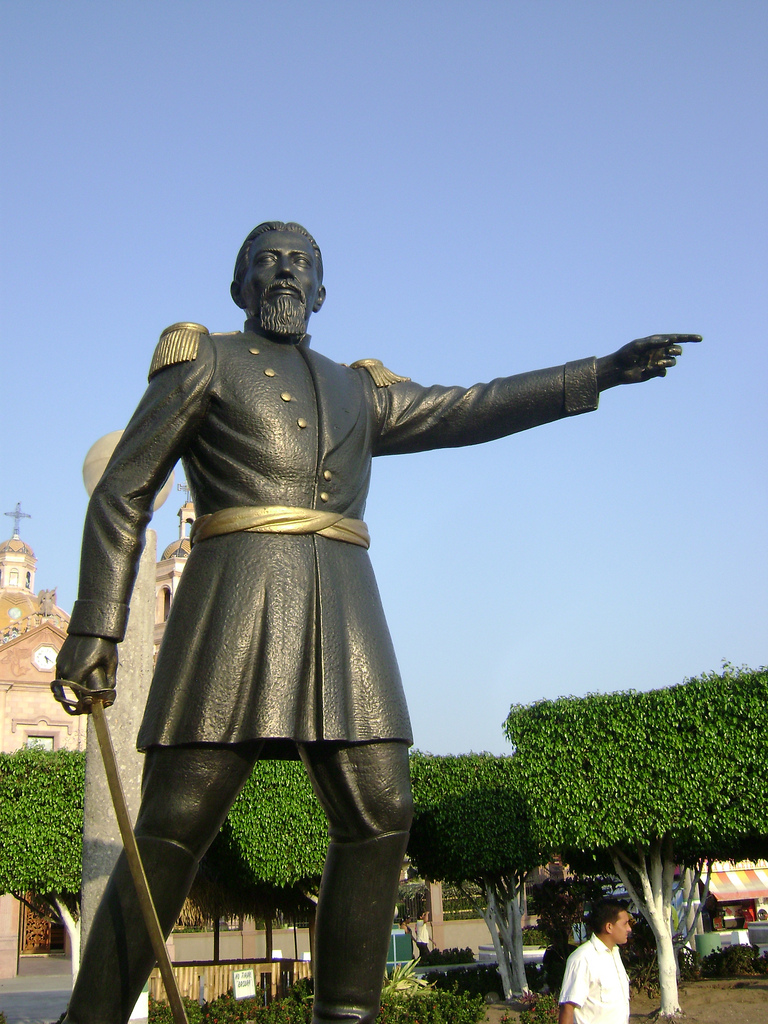
Estatua del Coronel Gregorio Méndez Magaña, en Jalpa de Méndez.

El 11 de agosto de 1866, Diego Oncay, comandante imperialista del ejército intervencionísta francés, y encargado de la guarnición de la villa de Jonuta, se subleva y se pone a disposición del gobierno del estado, su adhesión es aceptada por Gregorio Méndez por lo que la villa es recuperada por los republicanos. Esto provoca que a finales de agosto de ese año, los imperialistas franceses ataquen nuevamente la villa de Jonuta logrando recuperarla. Sin embargo ante el empuje de las fuerzas republicanas, la abandonan a los cuatro días, después de saquearla completamente.
La retirada del ejército invasor francés de Jonuta, significa la expulsión total y definitiva de los intervencionistas franceses de Tabasco, lucha que había iniciado el 1 de noviembre de 1863 con la victoria del ejército republicano tabasqueño en la Batalla de El Jahuactal, culminaría tres años después con el sitio y toma de Jonuta en septiembre de 1866.
Una vez recuperada Jonuta, en el mes de septiembre de 1866, se dipuso el ataque final para tomar los departamentos de Campeche y del Carmen, para tal fin, Gregorio Méndez ordenó la entrega al gobernador de Campeche, de armas, parque y equipo que se encontraba en la región de Macuspana.
Así, el 23 de abril de 1867, las fuerzas republicanas tabasqueñas al mando del coronel Filomeno López Aguado salen de la villa de Jonuta y toman Palizada y el puerto de El Carmen, expulsando a los imperialistas.